# Kabinett Nordlund I

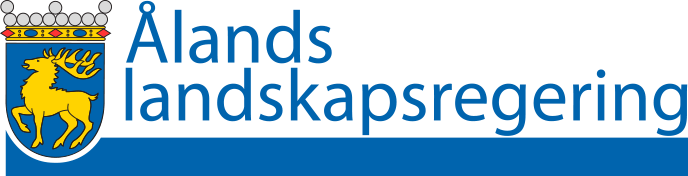
Logo der Åländischen Landschaftsregierung.

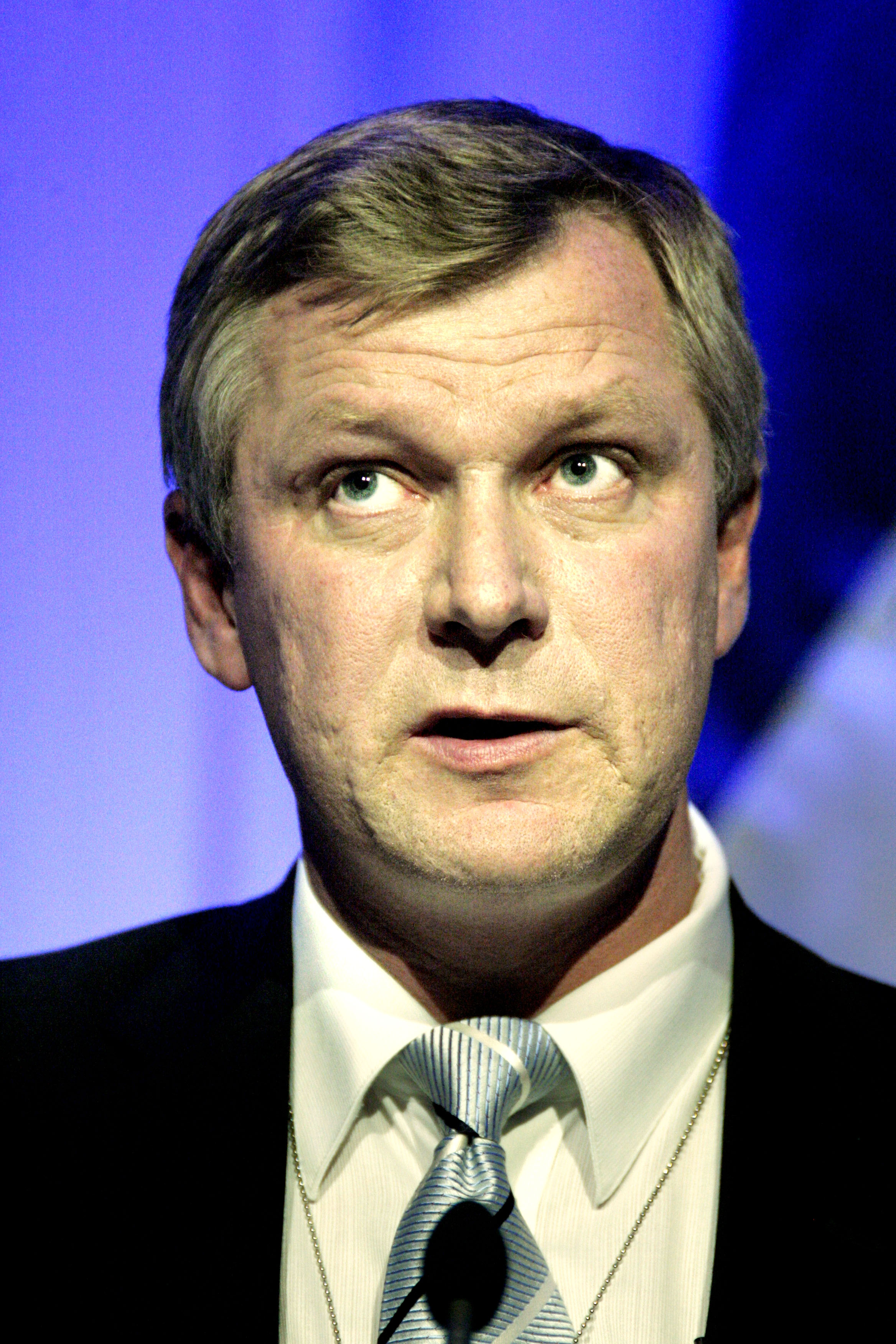
Roger Nordlund war von 1999 bis 2007 Lantråd von Åland.

Das Kabinett Nordlund I war von 1999 bis 2001 die Landschaftsregierung von Åland, eine mit weitgehender politischer Autonomie ausgestattete Landschaft Finnlands.
Die Regierung wurde am 2. Dezember 1999 von Lantråd Roger Nordlund vom Åländischen Zentrums C (Åländsk Center) gebildet und löste das Kabinett Jansson ab. Die Regierung, der neben dem Åländischen Zentrum auch Vertreter der Freisinnigen Zusammenarbeit FS (Frisinnad Samverkan) und der Ungebundenen Sammlung auf Åland ObS (Obunden Samling) angehörten, blieb bis zum 28. März 2001 im Amt und wurde daraufhin vom Kabinett Nordlund II abgelöst.
Bei der vorherigen Wahl am 17. Oktober 1999 wurden die Liberalen auf Åland LIB (Liberalerna på Åland) von Olof Erlund mit 28,7 Prozent (9 Sitze) größte Fraktion, gefolgt von der C unter Roger Nordlund mit 27,3 Prozent (9 Mandate) und FS von Roger Jansson mit 14,5 Prozent (4 Sitze). Weiterhin waren in der Lagting, dem Parlament von Åland, die ObS unter Danne Sudmann mit 12,8 Prozent (4 Mandate), die Ålands Sozialdemokraten ÅSD (Ålands socialdemokrater) von Lasse Wiklöf mit 11,8 Prozent (3 Sitze) und die erstmals angetretene Ålands Fortschrittsgruppe ÅFG (Ålands Framstegsgrupp) unter Ronald Boman mit 4,8 Prozent (1 Mandat) vertreten. Auch nach dieser Wahl wurde die bisherige Regierung FS, C und ObS fortgeführt, die 17 der 30 Abgeordneten in der Lagting hatte. Nachdem die beiden Koalitionspartner FS und ObS am 28. März 2001 verlassen hatte, bildete Chefminister Nordlund mit der LIB von Olof Erlund mit dem Kabinett Nordlund II eine neue Koalition, die in der Lagting 18 Abgeordnete stellte.

## Mitglieder des Kabinetts
Der Regierung gehörten folgende Politiker an:
| Amt                                                | Amtsinhaber      | Partei | Partei | Beginn der Amtszeit | Ende der Amtszeit |
| -------------------------------------------------- | ---------------- | ------ | ------ | ------------------- | ----------------- |
| Lantråd                                            | Roger Nordlund   |        | C      | 2. Dezember 1999    | 28. März 2001     |
| Vicelantråd Finanzen                               | Olof Salmén      |        | ObS    | 2. Dezember 1999    | 28. März 2001     |
| Soziales und Umwelt                                | Harriet Lindeman |        | FS     | 2. Dezember 1999    | 28. März 2001     |
| Verkehr                                            | Runar Karlsson   |        | C      | 2. Dezember 1999    | 28. März 2001     |
| Industrie                                          | Roger Jansson    |        | FS     | 2. Dezember 1999    | 28. März 2001     |
| Bildung und Kultur                                 | Gun Carlson      |        | C      | 2. Dezember 1999    | 28. März 2001     |
| Kanzleiangelegenheiten und Informationstechnologie | Danne Sundman    |        | ObS    | 2. Dezember 1999    | 28. März 2001     |